# Liste der Baudenkmale in Warin
In der Liste der Baudenkmale in Warin sind alle denkmalgeschützten Bauten der mecklenburgischen Stadt Warin und ihrer Ortsteile aufgelistet. Grundlage ist die Veröffentlichung der Denkmalliste des Kreises Nordwestmecklenburg mit dem Stand vom 29. September 2017.

## Baudenkmale nach Ortsteilen

### Warin
| ID   | Lage                         | Bezeichnung                 | Beschreibung                                                                                     | Bild                    |
| ---- | ---------------------------- | --------------------------- | ------------------------------------------------------------------------------------------------ | ----------------------- |
| 1465 | (Karte)                      | Kirche                      |                                                                                                  | Weitere Bilder          |
| 1448 | Am Markt 2 (Karte)           | Pfarrhaus                   |                                                                                                  |                         |
| 1449 | Am Markt 4 (Karte)           | Predigerwittwenhaus         |                                                                                                  | Predigerwittwenhaus     |
| 1450 | Am Mühlentor 12,14 (Karte)   | Wohn- und Geschäftshaus     |                                                                                                  |                         |
| 1451 | Am Mühlentor 13 (Karte)      | Wohn- und Geschäftshaus     |                                                                                                  |                         |
| 1452 | Am Mühlentor 20 (Karte)      | Wohn- und Geschäftshaus     |                                                                                                  | Wohn- und Geschäftshaus |
| 1455 | August-Cords-Park (Karte)    | Gedenkstein (Obelisk)       | Obelisk im Gedenken an den Krieg 1870/71                                                         |                         |
| 1457 | Brüeler Straße 1 (Karte)     | Wohnhaus                    |                                                                                                  |                         |
| 1458 | Brüeler Straße 2 (Karte)     | Villa                       |                                                                                                  |                         |
| 1459 | Burgstraße 1 (Karte)         | Villa                       |                                                                                                  |                         |
| 1461 | Burgstraße 4, 6 (Karte)      | Wohnhaus                    |                                                                                                  |                         |
| 1460 | Burgstraße 25 (Karte)        | ehem. Amtsgericht           |                                                                                                  | ehem. Amtsgericht       |
| 1453 | Burgstraße 27 (Karte)        | Mühle (Gesamtanlage)        |                                                                                                  | Weitere Bilder          |
| 1549 | Bützower Straße 16 (Karte)   | Wohnhaus der ehem. Ziegelei |                                                                                                  |                         |
| 1463 | Fischerstraße 8 (Karte)      | Wohnhaus                    |                                                                                                  |                         |
| 1464 | Friedensstraße 34 (Karte)    | Wohnhaus                    |                                                                                                  | Wohnhaus                |
| 1466 | (Karte)                      | Kriegerdenkmal              | Kriegerdenkmal für die Opfer des 1. Weltkriegs 1914–1918 in einer Grünanlage in der Brüeler Str. |                         |
| 1467 | Lange Straße 1 (Karte)       | Gaststätte                  |                                                                                                  | Gaststätte              |
| 1469 | Lange Straße 4 (Karte)       | Wohn- und Geschäftshaus     |                                                                                                  | Wohn- und Geschäftshaus |
| 1470 | Lange Straße 9 (Karte)       | Wohn- und Geschäftshaus     |                                                                                                  |                         |
| 1456 | Mühlenbruchstraße (Karte)    | Bahnhof                     |                                                                                                  | Bahnhof                 |
| 1472 | Mühlenbruchstraße 4 (Karte)  | Altenheim                   |                                                                                                  |                         |
| 1471 | Mühlenbruchstraße 35 (Karte) | Wohnhaus mit Nebengebäude   |                                                                                                  |                         |
| 1473 | Schulstraße 2 (Karte)        | Schule                      |                                                                                                  |                         |
| 1474 | Wismarsche Straße 39 (Karte) | Wohnhaus                    |                                                                                                  | Wohnhaus                |
| 1475 | Wismarsche Straße 56 (Karte) | Wohnhaus                    |                                                                                                  | Wohnhaus                |

### Mankmoos
| ID  | Lage        | Bezeichnung    | Beschreibung | Bild |
| --- | ----------- | -------------- | ------------ | ---- |
| 924 |             | Kriegerdenkmal |              |      |
| 925 | Hauptstraße | Bauernhaus     |              |      |

### Pennewitt
| ID   | Lage | Bezeichnung    | Beschreibung | Bild |
| ---- | ---- | -------------- | ------------ | ---- |
| 1046 |      | Kriegerdenkmal |              |      |

## Ehemalige Baudenkmale
| ID   | Lage                            | Bezeichnung | Beschreibung                    | Bild |
| ---- | ------------------------------- | ----------- | ------------------------------- | ---- |
| 1045 | Pennewitt, Pennewitt, Dorfmitte | Scheune     | gestrichen am 10. Dezember 1996 |      |
| 1454 | Warin, Am Mühlentor 7-9         | Wohnhaus    |                                 |      |
| 1462 | Warin, Bützower Straße          | Mosterei    |                                 |      |

## Quelle
- Denkmalliste des Landkreises Nordwestmecklenburg (Stand: 9. November 2023; PDF, 1,2 MByte)